# Doliocarpus dentatus
Espèce
Classification APG III (2009)
Synonymes
- Curatella glazioviana Gilg
- Curatella glaziovii Gilg
- Delima dasyphylla Miq.
- Delima dasyphylla fo. angustifolia Miq.
- Delima tomentosa (Willd.) E. Mey.
- Doliocarpus brevipedicellatus Garcke
- Doliocarpus congestiflorus (Triana) Gilg & Werderm.
- Doliocarpus esmeraldae Steyerm.
- Doliocarpus ferrugineus Rusby
- Doliocarpus oaxacanus Szyszył.
- Doliocarpus platystigma Pilg.
- Doliocarpus pubens Mart.
- Doliocarpus rufescens Sleumer
- Doliocarpus semidentatus Garcke
- Doliocarpus undulatus Eichler
- Ricaurtea congestiflora Triana
- Tetracera cuspidata G. Mey.
- Tetracera tomentosa Willd.
- Tigarea dentata Aubl. - Basionyme[1]

Doliocarpus dentatus est une espèce de liane néotropicales, appartenant à la famille des Dilleniaceae.
En Guyane, les Doliocarpus sont appelés Liane chasseur (créole), Tameyut (Wayãpi), Samugne (Palikur), Dia titey, Toku titei (Aluku), Cipó-d'agua (Portugais). Au Venezuela on l'appelle Cha-parrillo montañero.

## Description
Doliocarpus dentatus subsp. dentatus est une grosse liane ligneuse (parfois un arbuste érigé), produisant des fruits rouges. Les jeunes rameaux peuvent être densément poilus, ou glabrescents. Les pétioles, longs d'environ 1-2,5 cm, sont canaliculées au-dessus, densément villeux à plus ou moins glabrescentes. Le limbe coriace ou subcoriacée, de forme ovale-elliptique, elliptique ou obovale-elliptique, est long de 7-20 cm pour 2,5-10,5 cm de large, acuminé et aigu à l'apex, rétréci et aigu ou subobtus à la base. La marge est entière dans la moitié inférieure, dentée à denliculée dans la partie supérieure. La face supérieure est sombre et plus ou moins densément couverte de longs poils blancs étroitement apprimés. La face inférieure plus claire est pubescente à quasi-glabrescente. La nervure médiane est couverte de poils fins apressés à surface, et les 10-18 paires de nervures secondaires latérales sous-imprimés au-dessus. Toutes les nervures sont densément villeuses et proéminentes sur la face inférieure. Les nervures tertiaires très minces, sont saillantes dessous, à peine visibles dessus. L'inflorescence fasciculée et dense, regroupe 15-30 fleurs (ou plus). Les minces pédicelles pubescents sont longs de 1-1,5 cm. Les 4(-5) sépales, de longueur atteignant jusqu'à 5 mm, sont persistants, oblongs ou suborbiculaires, obtus, pubérulents à glabrescents sur la face extérieure. Les 2-3 pétales sont obovales, onguiculés, à peu près aussi longs que les sépales. Les nombreuses étamines se composent minces filets longs de 4-5 mm, et de petites anthères, d'environ 0,5 mm de long. L'unique carpelle subglobuleux, est glabre, et contient 1-(2) ovule. Le style, mesurant environ 1 mm de long, porte un large stigmate pelté. La baie globuleuse rouge, mesure 6-7 mm de diamètre, et renferme 1-(2) graines brillantes, sombres, entourées d'un arille presque blanc.

## Répartition
On rencontre Doliocarpus dentatusdu Mexique au Paraguay en passant par le Venezuela, l'Amérique centrale, les Antilles, la Colombie, le Guyana, le Suriname, la Guyane, l'Équateur, le Pérou, le Brésil et la Bolivie.

## Écologie
Doliocarpus dentatus pousse entre 100 et 500 m d'altitude. Elle est communes en forêts primaire et secondaire, ainsi qu'en bordure de savane dans les lisières forestières.
Les propriétés hydrauliques des tissus conducteurs de cette liane ont été étudiées.

## Utilisations
La sève abondante et potable contenue dans cette « liane à eau » est connue pour désaltérer les chasseurs assoiffés en forêt : on peut remplir un verre à boire avec un tronçon d'un mètre de long.
Cette sève était autrefois utilisée en Guyane comme dépuratif. Les Urubú-Ka'apor (en) du Brésil s'en servent comme tonique. Elle fournit un remède Palikur contre la coqueluche, la diarrhée, contre la « blesse » (sikgep, une douleur mobile située sous les côtes sur lesquelles elle appuie), et en traitement de longue durée, contre le diabète.
Un Doliocarpus est un ingrédient de remèdes Aluku pour soigner les douleurs abdominales, la blennorragie et les morsures de serpent.
Les tiges entrent dans la préparation d'un puissant aphrodisiaque au Guyana.
Doliocarpus dentatus contient des triterpènes et des lignanes efficaces dans le traitement des leishmanioses.
Doliocarpus dentatus est une plante populaire dans la pharmacopée traditionnelle du Mato Grosso au Brésil, notamment pour soulager la douleur causée par l'inflamation liée à la rétention d'urine. Elle a fait l'objet de plusieurs études phytochimiques
, notamment concernant à ses propriétés anti-inflammatoires, antimycobacteriennes et génotoxiques. Elle aurait des propriétés antiarthritique et anti-nociceptives, anti-douleur. Elle présenterait par ailleurs une faible toxicité et peu de risque chez les femmes enceintes et sur le développement embryonnaire.

## Histoire naturelle
En 1775, le botaniste Aublet propose la diagnose suivante : 
« TIGAREA (dentata) foliis ovato-oblongis, acuminatis, ſubtùs tomentoſis. (Tabula 334. Fig. 1.) 

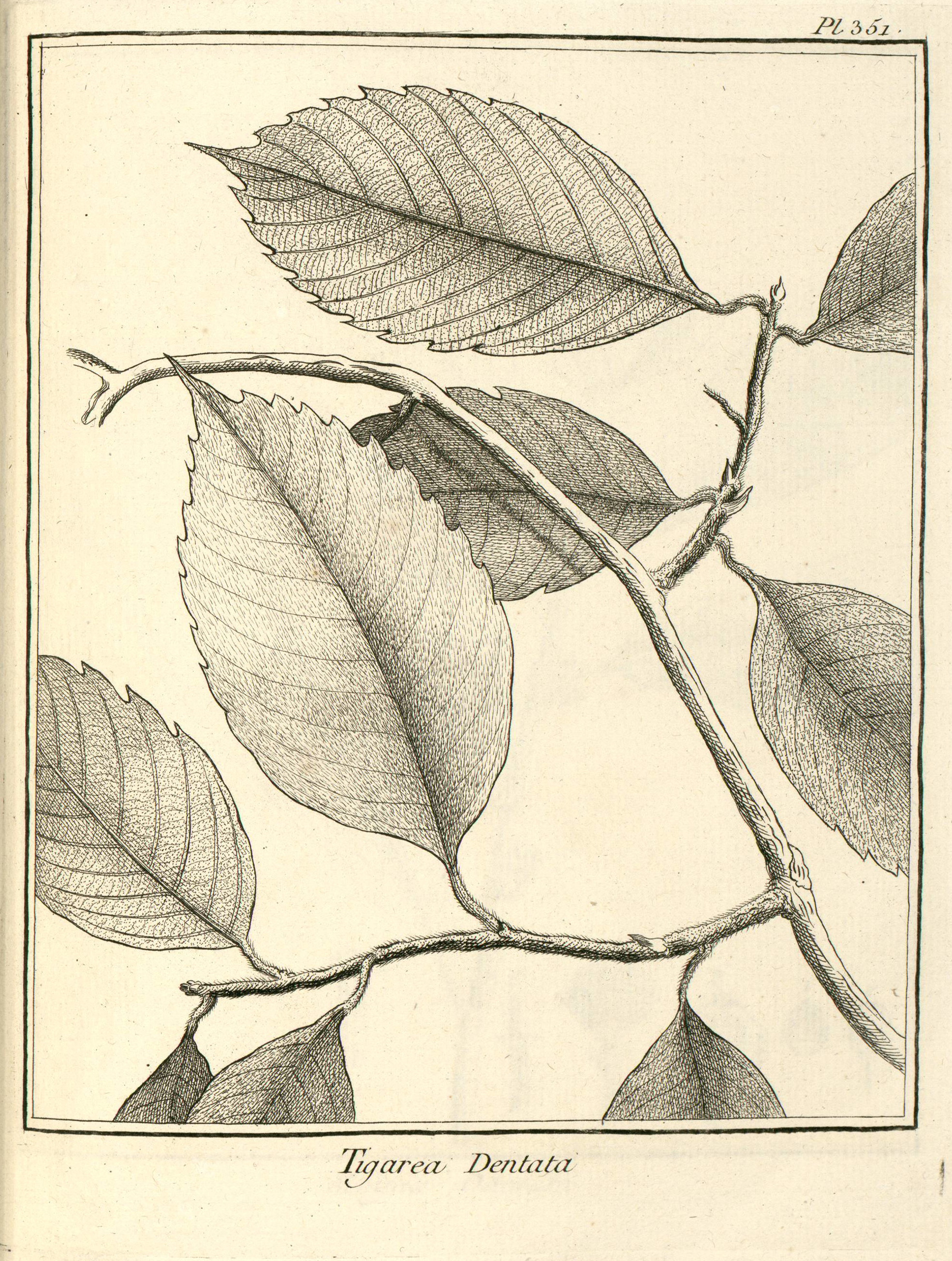
Doliocarpus dentatus par Aublet (1775) Planche 351.

Frutex ſarmentoſus, præcedenti quàm ſimilis, ſed differt foliis ovatis, acutis, dentans, ſupernè viridibus glabris, infernè tomentoſis, incanis. 
Florebat Januario, fructum ferebat Martio. 
Habitat in iisdem locis.

Nomen Gallicum LIANE ROUGE. »

« LE TIGARIER velu. (PLANCHE 351.)
Cet arbrisseau reſſemble au précédent [Tetracera tigarea] par ſes fleurs & par ſes fruits. Il en diffère ſeulement par ſes tiges qui ſont velues ; par ſes branches qui ſont liſſes, & plus groſſes ; par ſes feuilles qui ſont ovales, dentelées, & terminées par une longue pointe. Celles-ci ſont liſſes, vertes en deſſus, & couvertes en deſſous d'un poil ras & ſoyeux. Les plus grandes ont cinq pouces de longueur, ſur deux pouces & demi de largeur. 
Cet arbriſſeau croît dans les bois de l'Iſle de Caïenne, & principalement ſur la route qui conduit de Loyola à l'habitation de Mr de Macaye. 
Je l'ai obſervé en fleur dans le mois de Janvier, & en fruit dans le mois de Mars. 
Les Créoles le nomment LIANE ROUGE, & l'emploient aux mêmes uſages que le précédent [: ſa décoction qui prend une couleur rouge eſt, ſelon le préjugé du pays, un bon remède pour guérir les maladies vénériennes. ]. »

— Fusée-Aublet, 1775.

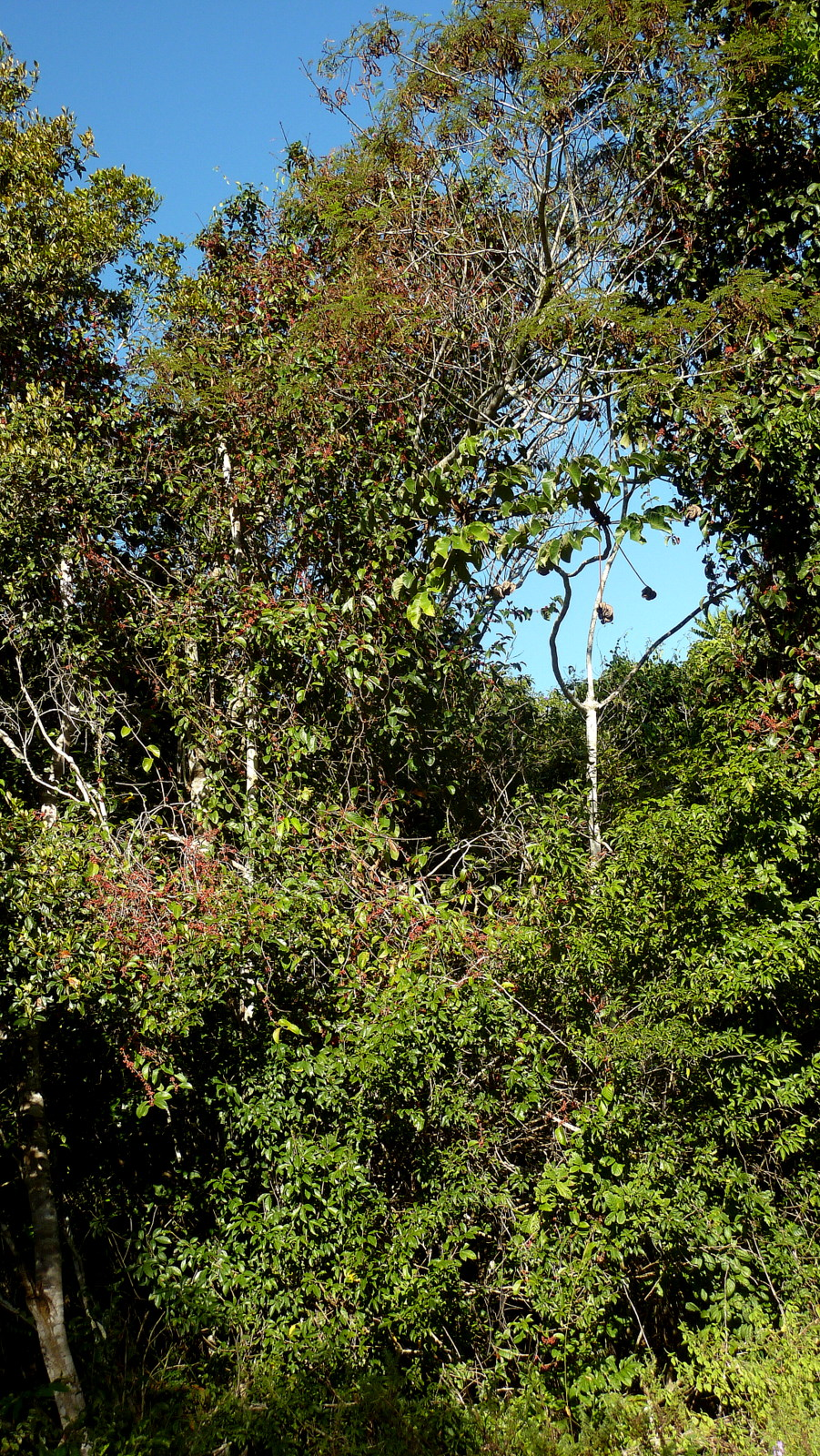
Pied de Mabea piriri dans l'État de Bahia (Brésil)
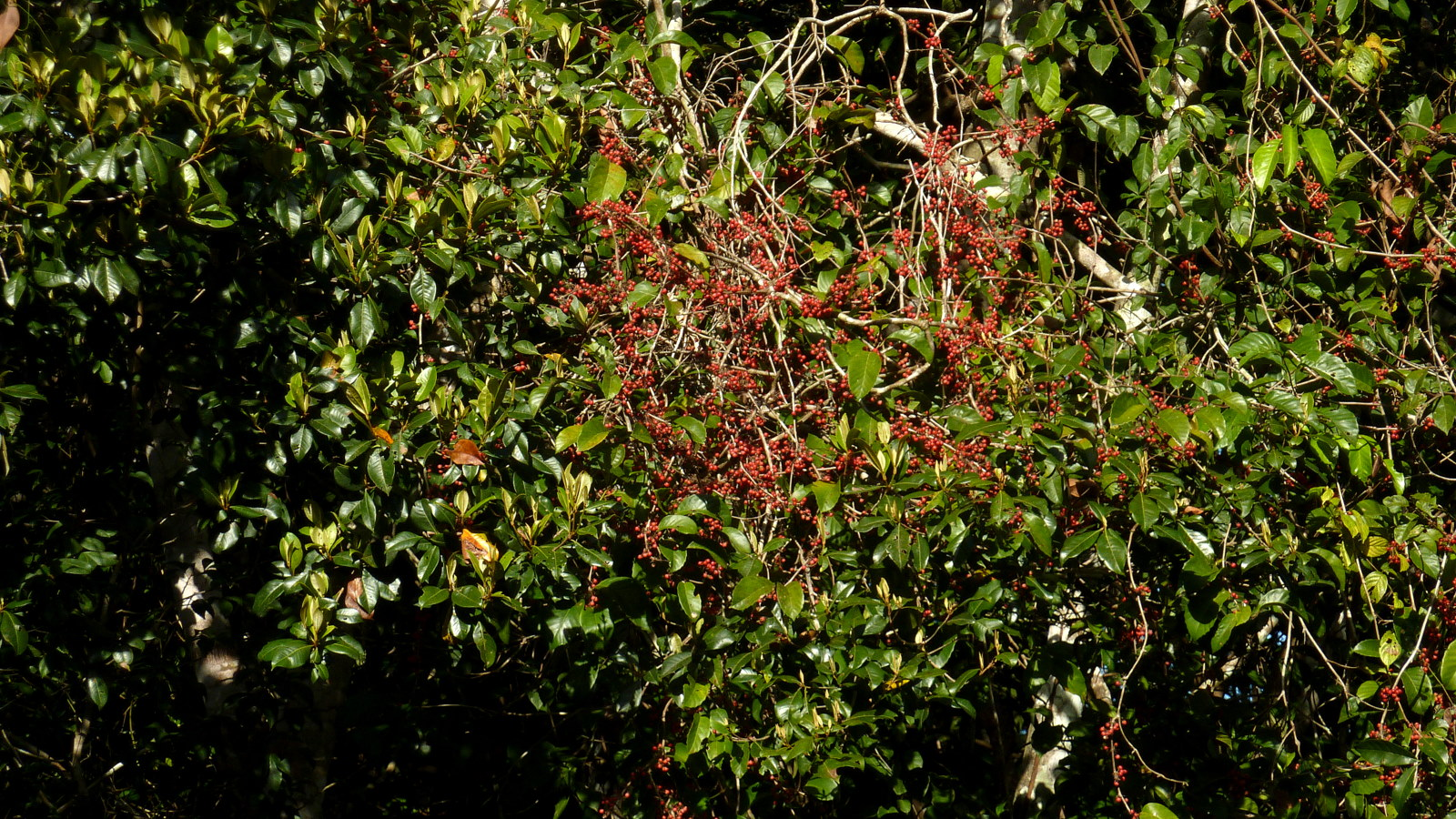
Houppier de Mabea piriri
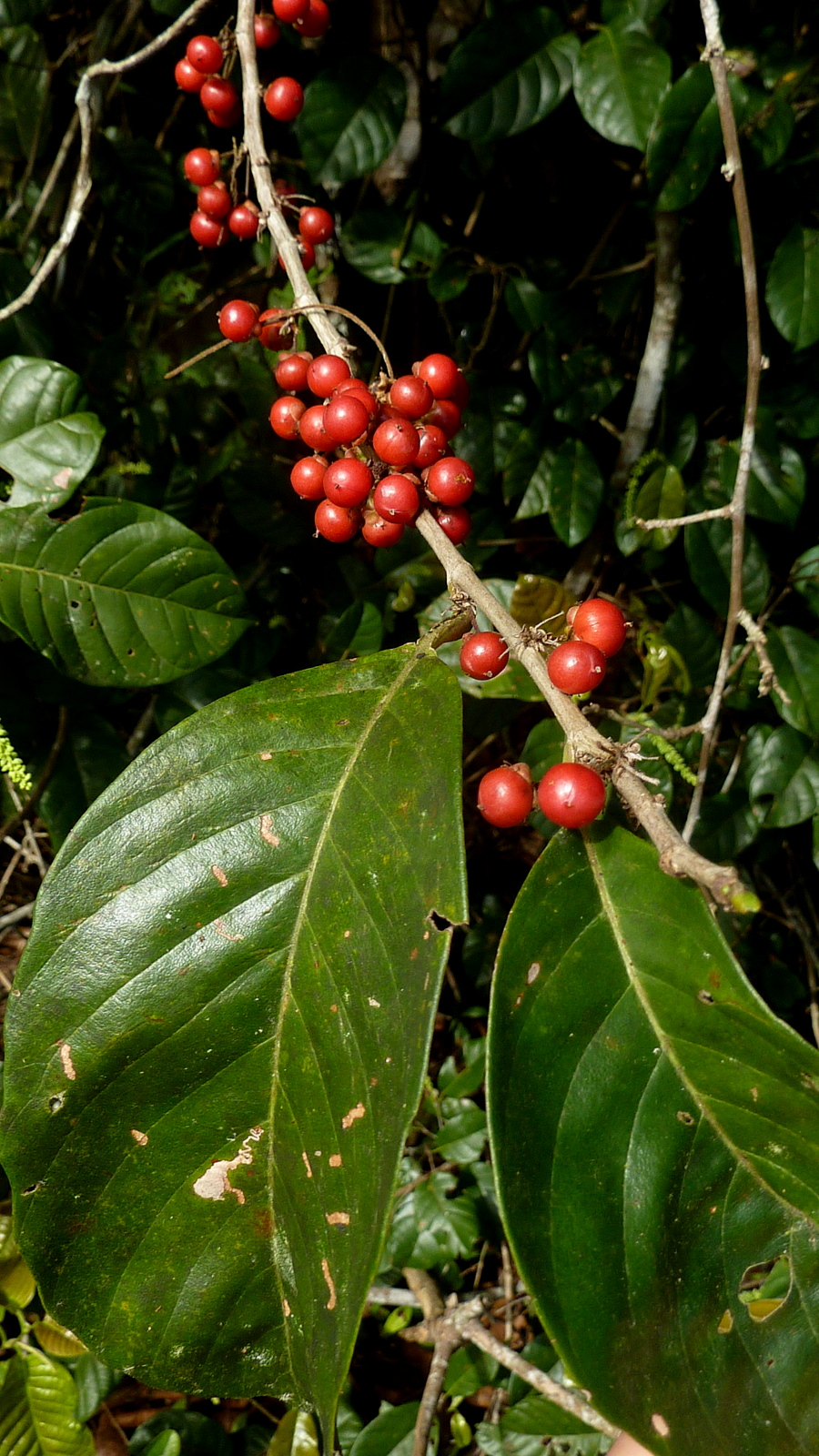
Rammeau fructifère de Mabea piriri
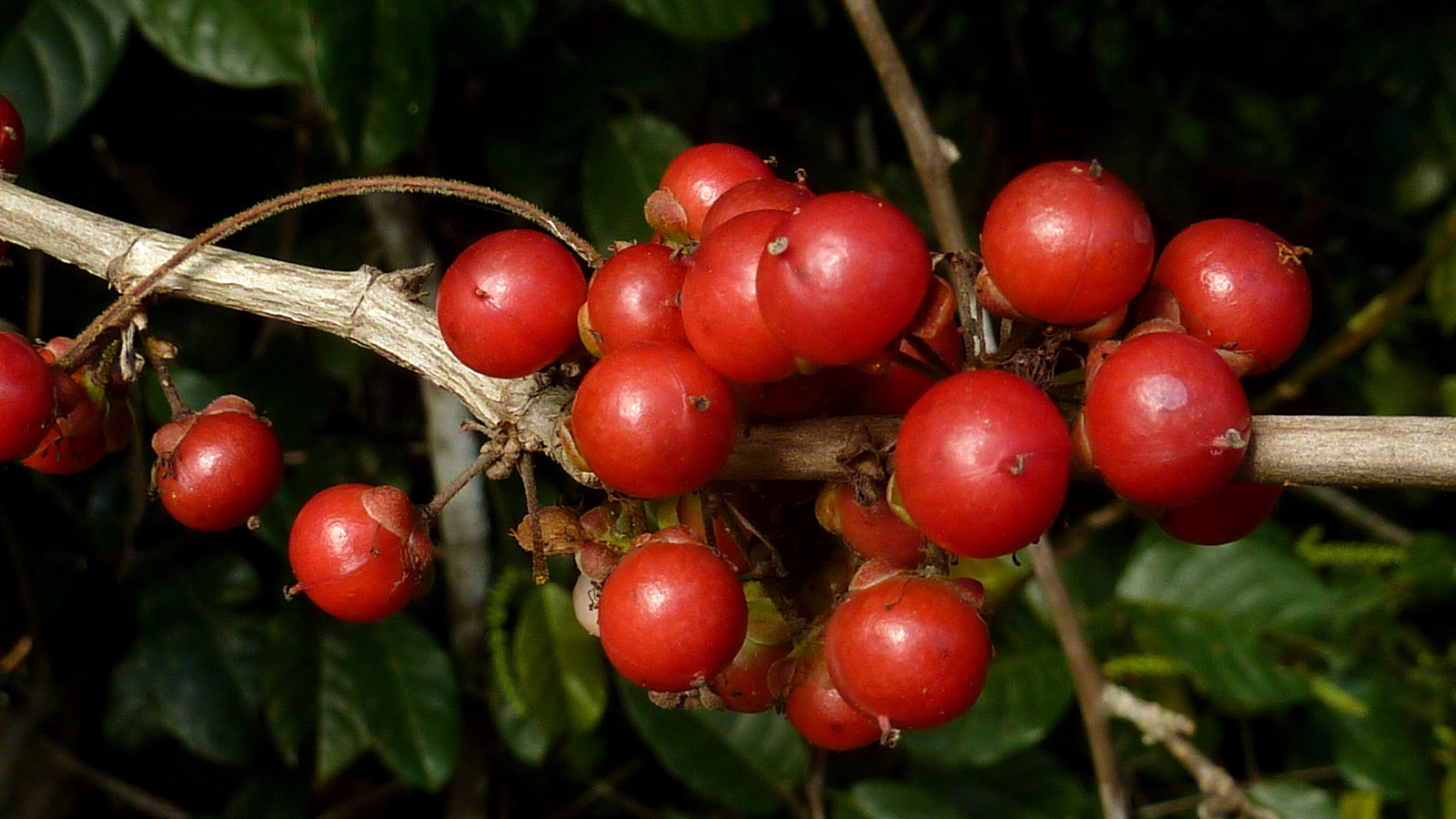
Infrutescence de Mabea piriri
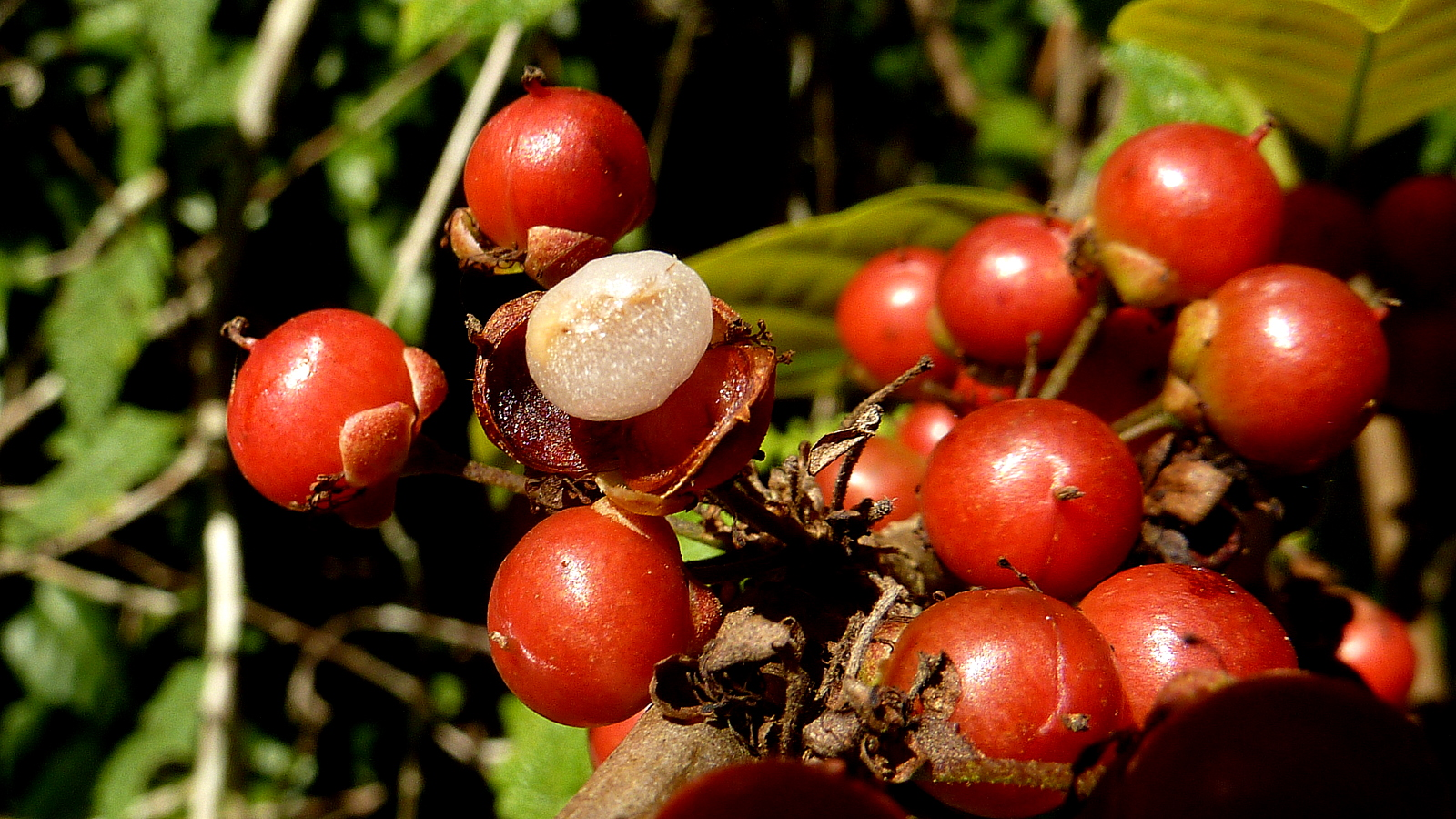
Fruits de Mabea piriri